# شهرداری کرج
شهرداری کرج سازمان غیردولتی است که مسئولیت اداره شهر کرج را برعهده دارد.
مسئولیت مدیریت این سازمان با شهردار کرج است که با حکم از طریق رای‌گیری در شورای شهر کرج انتخاب می‌شود و به وزارت کشور معرفی می‌گردد و وزارت کشور با بررسی صلاحیت منتخب شورا حکم شهردار را صادر می‌کند.
شهرداری کرج شامل  ۱۱ منطقه است که مدیریت هر منطقه به عهده شهردار آن منطقه است و توسط شهردار کرج انتخاب می‌شود.
تا قبل از سال ۱۳۹۰ ؛ کرج ۱۲ منطقه داشت، که بعد از جدا شدن فردیس و گرمدره و تبدیل شدن آنها به شهر، منطقه ۱۲ که در مهرشهر بود، به منطقه ۳ تغییر نام داد. پیش از آن فردیس جزو منطقه ۳ بود که با شهر شدن آن دیگر منطقه ۳ وجود نداشت، برای همین آخرین منطقه شهر کرج، یعنی منطقه ۱۲ به منطقه ۳ تغییر نام یافت.

## تاریخچه
شهرداری کرج در دهه سال ۱۳۳۰ تأسیس شد، این سازمان در ابتدا سازمانی بسیار کوچک با وظایف و اختیارات محدود بود. به موازات گسترش شهر کرج، سازمان شهرداری‌ها نیز در چارچوب مقررات قانونی گسترش یافت، به طوری که علاوه بر ستاد مرکزی، ۱۰ شهرداری منطقه‌ای نیز آن را در برمی‌گیرد و از معاونتهای مختلفی چون اداری و مالی، شهرسازی و معماری، خدمات شهری، حمل و نقل و ترافیک، فرهنگی و اجتماعی، فنی و عمرانی و هماهنگی و برنامه‌ریزی تشکیل می‌شود.

## رتبه
براساس رتبه‌بندی علمی که از طرف سایت CTY.ir انجام شد، شهرداری کرج در بین شهرداری‌های ایران رتبه اول را دارا است.

## مناطق

مناطق شهری کرج

ساختمان مرکزی شهرداری کرج در شب

(بروزرسانی جدول: تا آبان ۱۴۰۱)
| منطقه    | شهردار         | مساحت (متر مربع) | جمعیت (۱۳۹۵) | نقشه | وبگاه           |
| -------- | -------------- | ---------------- | ------------ | ---- | --------------- |
| منطقه ۱  | محمد گروسی     | ۸٫۵۹۴٫۰۵۶        | ۱۲۸٫۹۴۳      |      | mant1.karaj.ir  |
| منطقه ۲  | سید جواد موسوی | ۱۱٫۱۶۰٫۰۰۰       | ۱۱۳٫۷۲۹      |      | mant2.karaj.ir  |
| منطقه ۳  | حمید صفدری     | ۱۶٫۹۵۶٫۶۰۰       | ۹۷٫۶۸۱       |      | mant3.karaj.ir  |
| منطقه ۴  | حسین دقیقیان   | ۱۶٫۵۰۱٫۷۸۰       | ۱۰۳٫۷۹۶      |      | mant4.karaj.ir  |
| منطقه ۵  | حسین عطایی     | ۱۱٫۶۷۰٫۰۰۰       | ۲۳۰٫۰۰۰      |      | mant5.karaj.ir  |
| منطقه ۶  | سعید صفری      | ۱۸٫۰۰۰٫۰۰۰       | ۲۷۰٫۰۰۰      |      | mant6.karaj.ir  |
| منطقه ۷  | آرش یگانی      | ۱۵٫۴۱۰٫۳۴۰       | ۱۶۸٫۰۳۴      |      | mant7.karaj.ir  |
| منطقه ۸  | غلامرضا رضوانی | ۹٫۹۹۸٫۹۰۰        | ۱۳۶٫۲۹۹      |      | mant8.karaj.ir  |
| منطقه ۹  | مهدی رشیدی     | ۶٫۰۰۰٫۵۸۰        | ۱۳۵٫۰۰۰      |      | mant9.karaj.ir  |
| منطقه ۱۰ | رامین بیرجانی  | ۱۵٫۷۵۰٫۰۰۰       | ۷۲٫۱۲۸       |      | mant10.karaj.ir |

## معاونت‌ها و سازمان‌ها

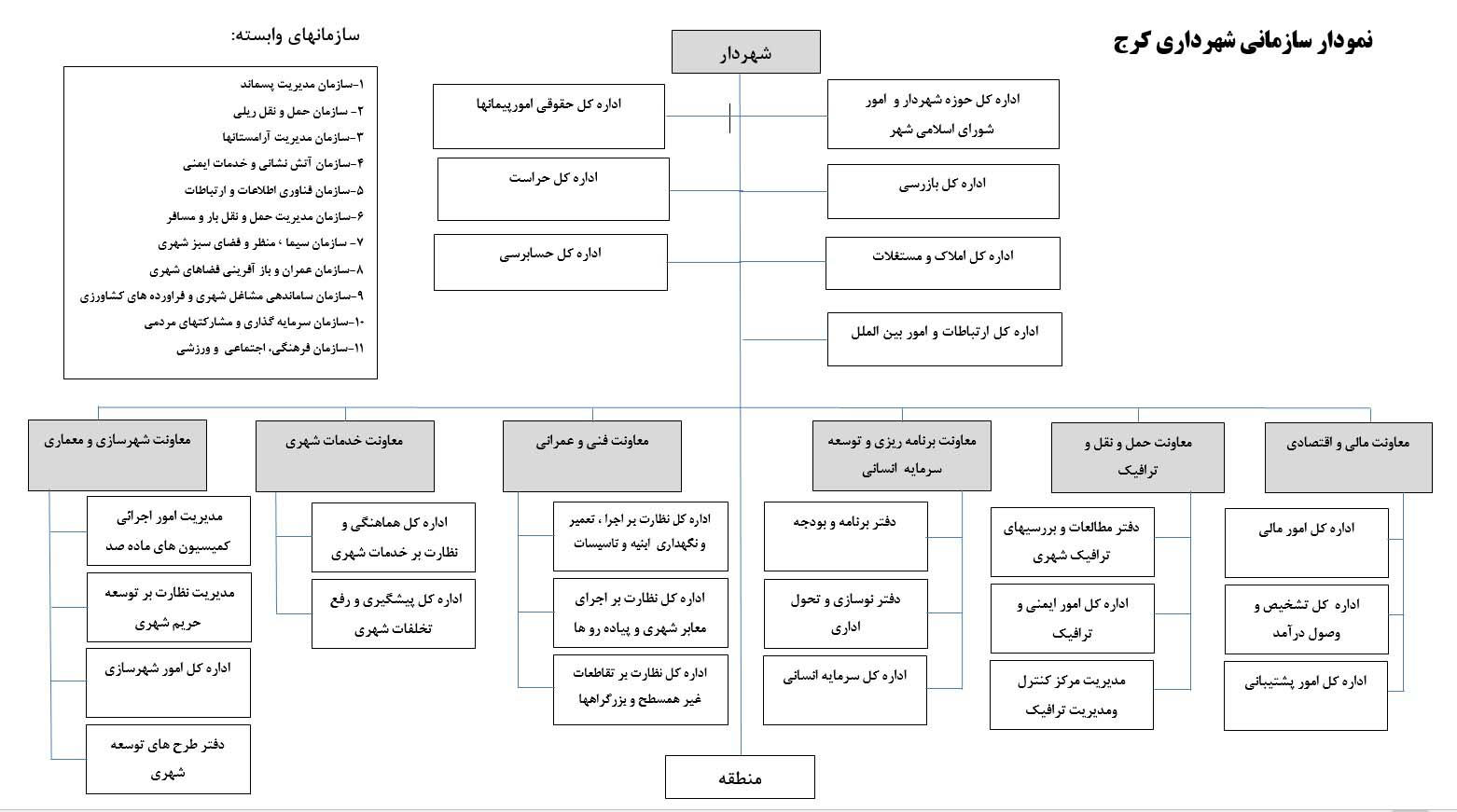
نمودار سازمانی شهرداری کرج

ساختمان شهرداری کرج

### معاونت‌ها
- مالی و اقتصادی
- شهرسازی و معماری
- محیط‌زیست و خدمات شهری
- حمل و نقل و ترافیک
- فنی و عمرانی
- برنامه‌ریزی و توسعه سرمایه انسانی

### سازمان‌ها
- فناوری اطلاعات و ارتباطات (فاوا)
- سیما، منظر و فضای سبز شهری
- فرهنگی اجتماعی و ورزشی
- مدیریت پسماند
- ساماندهی مشاغل شهری و فرآورده‌های کشاورزی
- عمران و بازآفرینی فضاهای شهری
- آتش‌نشانی و خدمات ایمنی
- حمل ونقل بار و مسافر
- حمل و نقل ریلی
- سرمایه‌گذاری و مشارکتهای مردمی
- مدیریت آرامستان‌ها

## یادداشت
1. ↑  اکثر اطلاعات داده شده در جدول به صورت تقریبی می‌باشند